# Јован VI Цариградски
Јован VI (грчки: Ιωάννης ΣΤ) је био цариградски патријарх од 712. до 715. године.

## Биографија
Јована је на место патријарха поставио византијски цар Филипик Вардан након што је сменио патријарха Кира. Јован је наклоност цара стекао захваљујући својим монотелитским уверењима која су изазвала озбиљна разилажења са западном црквом. Године 715. Анастасије II, наследник Филипика Вардана, сменио је патријарха Јована и на његово место поставио патријарха Германа I.